# Presidenti del Consiglio regionale dell'Alvernia-Rodano-Alpi
Il presidente del Consiglio regionale dell'Alvernia-Rodano-Alpi (in francese Président du conseil régional d'Auvergne-Rhône-Alpes) è il capo del governo della regione francese dell'Alvernia-Rodano-Alpi e il capo del suo Consiglio regionale.
Con la riforma delle regioni, a partire dal gennaio 2016 ha assunto le funzioni detenute in precedenza dal presidente del Consiglio regionale dell'Alvernia e Rodano-Alpi.

## Elenco
| Mandato          | Mandato          | Presidente | Presidente                    | Partito | Partito        |
| ---------------- | ---------------- | ---------- | ----------------------------- | ------- | -------------- |
| 4 gennaio 2016   | 23 agosto 2024   |            | Laurent Wauquiez              |         | I Repubblicani |
| 23 agosto 2024   | 5 settembre 2024 |            | Stéphanie Pernod (ad interim) |         | I Repubblicani |
| 5 settembre 2024 | in carica        |            | Fabrice Pannekoucke           |         | I Repubblicani |